# 东日本方言
东日本方言（日语：東日本方言）或东部方言（日语：東部方言）是在东日本使用的日语方言的总称。与西日本方言、九州方言共同构成日本本土方言。

## 下属方言
东条操还将岐阜、爱知方言纳入东日本方言中，并将东日本方言细分为以下几种。
都竹通年雄将东日本方言分为以下几种
- 北奥羽方言（包括北海道）
- 南奥羽方言（包括关东东部）
- 西关东方言
- 八丈方言
- 越后方言
- 长野、山梨、静冈方言

东条操还将岐阜、爱知方言纳入东日本方言中，并将东日本方言细分为以下几种。
- 北海道方言
- 东北方言
  - 北奥羽方言
  - 南奥羽方言
- 关东方言
  - 东关东方言
  - 西关东方言
- 东海东山方言
  - 越后方言
  - 长野、山梨、静冈方言（ナヤシ方言）
  - 岐阜、爱知方言（ギア方言）
- 八丈方言

- 北奥羽方言、南奥羽方言、东关东方言
- 越后方言、西关东方言、长野、山梨、静冈方言、岐阜、爱知方言

## 发音
- 许多东日本方言中存在元音无声化现象。东日本方言中不进行ウ音便，以及使用“だ”而不使用“じゃ”的现象，都体现了东日本方言重视辅音的倾向 [1]。
- 元音/u/很少发音为圆唇元音。东北地区发音为[ɯ̈] ，中部地区为[ɯ] 。
- 存在连续元音的融合。
- 北海道、北奥羽、西关东、东海东山地区的语调为东京式语调，南奥羽及东关东则为无语调。

## 语法
- 一段活用、サ変活用动词的命令形语尾不使用「よ」而使用「ろ」。这一特点在《万叶集》收录的东歌中也可以找到。
- 否定助动词不使用「ぬ・ん」而使用「ない」或「ねえ」。「ない」可能由东歌中出现的助动词「なふ」演变而来，但学界尚有其他说法。过去否定使用「なかった」「ないかった」（东北地区使用「ねえがった」、「ねがった」）。
- 动词、形容词的连用形没有ウ音便。也就是说形容词的连用形与原型在形态上相同（不使用「高う」而使用「高く」）；ワ行五段动词的连用形音便是促音便（不使用「貰うて」而使用「貰って」）。
- 断定助动词不使用「じゃ」而使用「だ」（此差异可追溯至室町时代）。
- 推量・意志・勧誘の助動詞として、東北・関東の広い範囲で「べ（ー）」（古語「べし」に由来）が用いられる。ナヤシ方言では「未然形＋ず・す」（古語の「むず」に由来）や「終止形＋ら・ずら・だら・だらず」が用いられる。
- 人や動物の存在を「おる」でなく「いる」で表現する。進行形などを表す補助動詞も「て（い）る」。
- 不存在结果态和继续态的差别。
- 没有サ行イ音便[2]。

## 与西日本方言的关系
- 东海东山方言在语法上属于与西日本方言之间的过渡区，因此许多词汇并不符合上述的语法特性。特别是岐阜爱知方言，在语法和词汇方面，其有时会被纳入西日语方言之中。
- 山阴方言（东山阴方言和出云式方言）与日本东部的方言有一些共同之处，例如，ワ行五段动词的连用形的促音便，以及肯定助动词「だ」等。
- 出云方言和北陆方言有具有里日本方言特点的音韵系统，与东北方言相似。
- 在语法上，东日本独有的主要语法元素只有否定助动词「ない」和「ねえ」，以及表示推测、意愿和劝诱的助动词「べ（ー）」（使用与关东和东北地区）。表示断定的「だ」和ワ行五段动词的连用形的促音便在山阴也存在。形容词连用形的的ク连接可见于琉球方言。 [3] [4]

## 脚注
1. ↑  佐藤武義『概説日本語の歴史』朝倉書店、1995年、249頁。
2. ↑   (PDF). 国立国語研究所.   [2015-3-28].
3. ↑   (PDF). 国立国語研究所.   [2015-3-28].